# Kamyar Abdi
Kamyar Abdi luisterⓘ(Tabriz, 1969) is een Iraans archeoloog. Hij studeerde in 1997 af in "Talen en Beschavingen van het Nabije Oosten" aan de Universiteit van Chicago. Ook studeerde hij in 2002 af in antropologie aan de Universiteit van Michigan.
Abdi is sinds 2002 een assistent-professor op de afdeling antropologie aan het Dartmouth College. Zijn onderzoeksinteresses gaan uit naar sedentarisme, voedselproductie (landbouw en veeteelt), urbanisme, staatsvorming, en geschriften uit het oude Nabije Oosten, met name Iran. Hij heeft een aantal archeologische projecten geleid, zoals enquêtes en opgravingen, waaronder opgravingen in Sorkh Dom Lori, Ziwiyeh en de Wezmeh-grot
Abdi is momenteel hoofdredacteur van een Iraans tijdschrift over archeologie en geschiedenis. Ook geeft hij les op de afdeling archeologie aan de Islamic Azad University in Teheran.